# 5370 Taranis
Az 5370 Taranis (ideiglenes jelöléssel 1986 RA) egy földközeli kisbolygó. Alain Maury fedezte fel 1986. szeptember 2-án.